# 亚洲足球先生
亚洲足球先生（Asian Footballer of the Year）是授予年度表現最佳的亞洲男子足球運動員的奖项，该奖项始于1988年，起初由国际足球历史和统计联合会评出，亚足联于1994年起举办年度颁奖典礼后接手该评选。
亚足联规定得奖者必须为在亚洲足球联赛效力的亚裔球员，令此獎項的含金量受質疑。2012年起，亚足联另设“亚洲最佳海外球员”及“亚洲最佳外籍球员”，分别表彰在海外足球联赛效力的亚裔球员、在亚洲足球联赛效力的外籍球员。

## 歷屆獲獎人
| 年度   | 球員名稱                                  | 國籍               | 球会               |
| ------ | ----------------------------------------- | ------------------ | ------------------ |
| 1988年 | 艾哈迈德·拉迪                             | 伊拉克             | Al 卡尔赫          |
| 1989年 | 金鑄城                                    |                    | 大宇皇家           |
| 1990年 | 金鑄城                                    |                    | 大宇皇家           |
| 1991年 | 金鑄城                                    |                    | 大宇皇家           |
| 1992年 | 未颁奖                                    | 未颁奖             | 未颁奖             |
| 1993年 | 三浦知良                                  | 日本               | 川崎讀賣           |
| 1994年 | 赛义德·奥维兰（Saeed Owairan）            | 沙烏地阿拉伯       | 沙特阿拉伯         |
| 1995年 | 井原正巳（Masami Ihara）                  | 日本               | 横滨水手           |
| 1996年 | 霍達德·阿齊茲（Khodadad Azizi）           | 伊朗               | 巴赫曼             |
| 1997年 | 中田英壽                                  | 日本               | 比马平冢           |
| 1998年 | 中田英壽                                  | 日本               | 佩鲁贾             |
| 1999年 | 阿里·代伊（Ali Daei）                     | 伊朗               | 德国               |
| 2000年 | 纳瓦夫·蒂姆亚特（Nawaf Al Temyat）        | 沙烏地阿拉伯       | 沙特阿拉伯         |
| 2001年 | 范志毅                                    | 中国               | 鄧迪               |
| 2002年 | 小野伸二                                  | 日本               | 荷兰               |
| 2003年 |                                           | 伊朗               | 汉堡               |
| 2004年 |                                           | 伊朗               | 阿拉伯联合酋长国   |
| 2005年 | 阿尔·蒙塔萨里（Hamad Al Montashari）      | 沙烏地阿拉伯       | 沙特阿拉伯         |
| 2006年 | 易卜拉欣（Khalfan Ibrahim）               |                    | 卡塔尔             |
| 2007年 | 亚希尔·卡塔尼（Yasser Al-Qahtani）        | 沙烏地阿拉伯       | 沙特阿拉伯         |
| 2008年 | 傑帕羅夫（Server Djeparov）               |                    | 乌兹别克斯坦       |
| 2009年 | 遠藤保仁                                  | 日本               | 日本               |
| 2010年 | 奧尼洛夫斯基（Saša Ognenovski）           |                    | 城南一和天马       |
| 2011年 | 傑帕羅夫（Server Djeparov）               |                    | FC首爾             |
| 2012年 | 李根鎬                                    |                    | 蔚山現代           |
| 2013年 | 郑智                                      | 中国               | 广州恒大           |
| 2014年 | 纳赛尔·阿森兰尼（Nasser Al-Shamrani）     | 沙烏地阿拉伯       | 沙特阿拉伯         |
| 2015年 | 艾哈迈德·哈利勒（Ahmed Khalil）           | 阿联酋             | 阿拉伯联合酋长国   |
| 2016年 | 奥马尔·阿卜杜勒拉赫曼（Omar Abdulrahman） | 阿联酋             | 阿拉伯联合酋长国   |
| 2017年 | 奥马尔·赫里宾（Omar Kharbin）             | 叙利亚             | 沙特阿拉伯         |
| 2018年 | 阿卜杜勒卡里姆·哈桑（Abdelkarim Hassan）  |                    | 卡塔尔             |
| 2019年 | 阿克拉姆·阿菲夫（Akram Afif）             |                    | 卡塔尔             |
| 2020年 | 因COVID-19疫情取消                        | 因COVID-19疫情取消 | 因COVID-19疫情取消 |
| 2021年 | 因COVID-19疫情取消                        | 因COVID-19疫情取消 | 因COVID-19疫情取消 |
| 2022年 | 薩利姆·多薩里（Salem Al-Dawsari）         | 沙烏地阿拉伯       | 沙特阿拉伯         |

## 争议
2005年的選舉因亞洲足協鑑於過去多位效力歐洲球隊的亞洲頂級球星一再缺席頒獎典禮，規定只有親自出席11月30日在吉隆坡文華東方酒店舉行的頒獎典禮的球員才有資格獲選，引發不滿的聲音此起彼落。入圍名單中的朴智星（韓國）、李榮杓（韓國）、中田英壽（日本）、中村俊輔（日本）及上屆得主（伊朗、拜仁慕尼黑）己宣佈不克出席而被當作棄權，只餘三人角逐的亚洲足球先生更因大熱門賈伯（Sami Al Jaber）在頒獎典禮前一天通知大會因所屬的球隊“不願意”而會缺席，在二選一下，帶領沙特阿拉伯晉級2006年德國世界盃決賽周及伊蒂哈德（Al Ittihad）連續兩年奪得亞洲聯賽冠軍盃冠軍的擊敗烏茲別克的夏茲基克（Maksim Shatskikh）獲得這屆亞洲球員最高的榮譽。

## 类似奖项
2013年，中国《体坛周报》面向所有亚洲足球运动员举办“亚洲金球奖”，以表彰过去一年在亚洲足坛表现最佳的球员。

## 外部連結
- 亞洲足聯2005年獲獎名單（英文）